# Aleocharinae
Aleocharinae zijn een onderfamilie uit de familie van de kortschildkevers (Staphylinidae). 

## Taxonomie
De volgende taxa zijn bij de onderfamilie ingedeeld:
- Tribus Actocharini Bernhauer and Schubert, 1911
- Tribus Aenictoteratini Kistner, 1993
- Tribus Akatastopsisini Pace, 2000
- Tribus Aleocharini Fleming, 1821
  - Ondertribus Aleocharina Fleming, 1821
  - Ondertribus Compactopediina Kistner, 1970
  - Ondertribus Hodoxenina Kistner, 1970
- Tribus Athetini Casey, 1910
  - Ondertribus Athetina Casey, 1910
    - Geslacht Acticola Cameron, 1944

  - Ondertribus Coptotermoeciina Kistner and Pasteels, 1970
  - Ondertribus Microceroxenina Kistner, 1970
  - Ondertribus Nasutiphilina Kistner, 1970
  - Ondertribus Schistogeniina Fenyes, 1918
  - Ondertribus Taxicerina Lohse, 1989
  - Ondertribus Termitotelina Kistner, 1970
  - Ondertribus Thamiaraeina Fenyes, 1921
- Tribus Autaliini Thomson, 1859
- Tribus Cordobanini Bernhauer, 1910
  - Geslacht Cordobanus Bernhauer, 1910
    - Cordobanus mirabilis Bernhauer, 1910
- Tribus Corotocini Fenyes, 1918
  - Ondertribus Abrotelina Seevers, 1957
  - Ondertribus Corotocina Fenyes, 1918
  - Ondertribus Eburniogastrina Jacobson, Kistner and Pasteels, 1986
  - Ondertribus Nasutitellina Jacobson, Kistner and Pasteels, 1986
  - Ondertribus Sphuridaethina Pace, 1988
  - Ondertribus Termitocharina Seevers, 1957
  - Ondertribus Termitocupidina Jacobson, Kistner and Pasteels, 1986
  - Ondertribus Termitogastrina Bernhauer and Scheerpeltz, 1926
  - Ondertribus Termitoiceina Jacobson, Kistner and Pasteels, 1986
  - Ondertribus Termitopithina Jacobson, Kistner and Pasteels, 1986
  - Ondertribus Termitoptochina Fenyes, 1921
  - Ondertribus Timeparthenina Fenyes, 1921
- Tribus Crematoxenini Mann, 1921
- Tribus Cryptonotopseini Pace, 2003
- Tribus Deinopsini Sharp, 1883
- Tribus Diestotini Mulsant and Rey, 1871
- Tribus Diglottini Jakobson, 1909
- Tribus Digrammini Fauvel, 1900
- Tribus Dorylogastrini Wasmann, 1916
- Tribus Dorylomimini Wasmann, 1916
- Tribus Drepanoxenini Kistner and Watson, 1972
- Tribus Ecitocharini Seevers, 1965
- Tribus Ecitogastrini Fenyes, 1918
- Tribus Eusteniamorphini Bernhauer and Scheerpeltz, 1926
- Tribus Falagriini Mulsant and Rey, 1873
- Tribus Feldini Kistner, 1972
- Tribus Gymnusini Heer, 1839
- Tribus Himalusini Klimaszewski, Pace and Center, 2010
- Tribus Homalotini Heer, 1839
  - Ondertribus Bolitocharina Thomson, 1859
  - Ondertribus Dinardopsina Bernhauer and Scheerpeltz, 1926
  - Ondertribus Gyrophaenina Kraatz, 1856
  - Ondertribus Homalotina Heer, 1839
  - Ondertribus Silusina Fenyes, 1918
- Tribus Hoplandriini Casey, 1910
  - Ondertribus Hoplandriina Casey, 1910
  - Ondertribus Platandriina Hanley, 2002

    - Ondertribus Pseudoplandriina Hanley, 2002
- Tribus Hygronomini Thomson, 1859
  - Ondertribus Hygronomina Thomson, 1859
  - Ondertribus Saphoglossina Bernhauer and Scheerpeltz, 1926
- Tribus Hypocyphtini Laporte, 1835
- Tribus Leucocraspedini Fenyes, 1921
- Tribus Liparocephalini Fenyes, 1918
  - GEslacht Ashella Klimaszewski, 2020[3]
- Tribus Lomechusini Fleming, 1821
  - Ondertribus Aenictobiina Kistner, 1997
  - Ondertribus Lomechusina Fleming, 1821
  - Ondertribus Myrmedoniina Thomson, 1867
  - Ondertribus Termitozyrina Seevers, 1957
- Tribus Masuriini Cameron, 1939
- Tribus Mesoporini Cameron, 1959
- Tribus Mimanommatini Wasmann, 1912
  - Ondertribus Dorylophilina Fenyes, 1921
  - Ondertribus Mimanommatina Wasmann, 1912
- Tribus Mimecitini Wasmann, 1917
  - Ondertribus Labidopullina Jacobson and Kistner, 1991
  - Ondertribus Leptanillophilina Fenyes, 1918
  - Ondertribus Mimecitina Wasmann, 1917
  - Ondertribus Mimonillina Bernhauer and Scheerpeltz, 1926
- Tribus Myllaenini Ganglbauer, 1895
- Tribus Oxypodini Thomson, 1859
  - Ondertribus Aphytopodina Bernhauer and Scheerpeltz, 1926
  - Ondertribus Blepharhymenina Klimaszewski and Peck, 1986
  - Ondertribus Dinardina Mulsant and Rey, 1873
  - Ondertribus Meoticina Seevers, 1978
  - Ondertribus Oxypodina Thomson, 1859
  - Ondertribus Tachyusina Thomson, 1859
- Tribus Oxypodinini Fenyes, 1921
- Tribus Paglini Newton and Thayer, 1992
- Tribus Paradoxenusini Bruch, 1937
- Tribus Pediculotini Ádám, 1987
- Tribus Philotermitini Seevers, 1957
- Tribus Phyllodinardini Wasmann, 1916
- Tribus Phytosini Thomson, 1867
- Tribus Placusini Mulsant and Rey, 1871
- Tribus Pronomaeini Mulsant and Rey, 1873
- Tribus Pseudoperinthini Cameron, 1939
- Tribus Pygostenini Fauvel, 1899
- Tribus Sahlbergiini Kistner, 1993
- Tribus Sceptobiini Seevers, 1978
- Tribus Skatitoxenini Kistner and Pasteels, 1969
- Tribus Termitodiscini Wasmann, 1904
  - Ondertribus Athexeniina Pace, 2000
  - Ondertribus Termitodiscina Wasmann, 1904
- Tribus Termitohospitini Seevers, 1941
  - Ondertribus Hetairotermitina Seevers, 1957
  - Ondertribus Termitohospitina Seevers, 1941
- Tribus Termitonannini Fenyes, 1918
  - Ondertribus Perinthina Bernhauer and Scheerpeltz, 1926
  - Ondertribus Termitonannina Fenyes, 1918
- Tribus Termitopaediini Seevers, 1957
- Tribus Termitusini Fenyes, 1918
  - Ondertribus Termitospectrina Seevers, 1957
  - Ondertribus Termitusina Fenyes, 1918
- Tribus Trichopseniini LeConte and Horn, 1883
- Tribus Trilobitideini Fauvel, 1899